# Austrian Open 2000 - Qualificazioni singolare
Le qualificazioni del singolare  dell'Austrian Open 2000 sono state un torneo di tennis preliminare per accedere alla fase finale della manifestazione. I vincitori dell'ultimo turno sono entrati di diritto nel tabellone principale. In caso di ritiro di uno o più giocatori aventi diritto a questi sono subentrati i lucky loser, ossia i giocatori che hanno perso nell'ultimo turno ma che avevano una classifica più alta rispetto agli altri partecipanti che avevano comunque perso nel turno finale.
Le qualificazioni del torneo Austrian Open 2000 prevedevano 24 partecipanti di cui 6 sono entrati nel tabellone principale.

## Teste di serie
1. Fernando González (Qualificato)
2. Francisco Costa (ultimo turno)
3. Guillermo Coria (Qualificato)
4. Herbert Wiltschnig (ultimo turno)
5. Héctor Moretti (Qualificato)
6. Federico Luzzi (Qualificato)

1. Francisco Cabello (ultimo turno)
2. Adrián García (ultimo turno)
3. Radomír Vašek (Qualificato)
4. Luis Morejon (ultimo turno)
5. Marc-Kevin Goellner (ultimo turno)
6. Paul-Henri Mathieu (Qualificato)

## Qualificati
1. Fernando González
2. Paul-Henri Mathieu
3. Guillermo Coria

1. Radomír Vašek
2. Héctor Moretti
3. Federico Luzzi

## Tabellone

### Legenda
| - Q = Qualificato - WC = Wild card - LL = Lucky loser | - ALT = Alternate - SE = Special Exempt - PR = Protected Ranking | - w/o = Walkover - r = Ritirato - d = Squalificato |

### Sezione 1
|  | Primo turno | Primo turno         | Primo turno         | Primo turno | Primo turno |  |  | Ultimo turno | Ultimo turno        | Ultimo turno        | Ultimo turno | Ultimo turno |  |
|  |             |                     |                     |             |             |  |  |              |                     |                     |              |              |  |
|  | 1           | Fernando González   | 6                   | 2           | 6           |  |  |              |                     |                     |              |              |  |
|  |             | Fabio Maggi         | 3                   | 6           | 3           |  |  | 1            | Fernando González   | Fernando González   | 6            | 7            |  |
|  | 11          | Marc-Kevin Goellner | Marc-Kevin Goellner | 6           | 6           |  |  | 11           | Marc-Kevin Goellner | Marc-Kevin Goellner | 1            | 64           |  |
|  |             | Philipp Mullner     | Philipp Mullner     | 2           | 3           |  |  |              |                     |                     |              |              |  |

### Sezione 2
|  | Primo turno | Primo turno        | Primo turno        | Primo turno | Primo turno |  |  | Ultimo turno | Ultimo turno       | Ultimo turno       | Ultimo turno | Ultimo turno |  |
|  |             |                    |                    |             |             |  |  |              |                    |                    |              |              |  |
|  | 2           | Francisco Costa    | Francisco Costa    | 6           | 6           |  |  |              |                    |                    |              |              |  |
|  |             | Will Ritter        | Will Ritter        | 1           | 1           |  |  | 2            | Francisco Costa    | Francisco Costa    | 3            | 0            |  |
|  | 12          | Paul-Henri Mathieu | Paul-Henri Mathieu | 7           | 6           |  |  | 12           | Paul-Henri Mathieu | Paul-Henri Mathieu | 6            | 6            |  |
|  |             | Oliver Marach      | Oliver Marach      | 5           | 2           |  |  |              |                    |                    |              |              |  |

### Sezione 3
|  | Primo turno | Primo turno     | Primo turno     | Primo turno | Primo turno |  |  | Ultimo turno | Ultimo turno    | Ultimo turno    | Ultimo turno | Ultimo turno |  |
|  |             |                 |                 |             |             |  |  |              |                 |                 |              |              |  |
|  | 3           | Guillermo Coria | Guillermo Coria | 6           | 6           |  |  |              |                 |                 |              |              |  |
|  |             | Igor Sarić      | Igor Sarić      | 2           | 4           |  |  | 3            | Guillermo Coria | Guillermo Coria | 6            | 6            |  |
|  | 10          | Luis Morejon    | Luis Morejon    | 6           | 6           |  |  | 10           | Luis Morejon    | Luis Morejon    | 2            | 2            |  |
|  |             | Daniel Köllerer | Daniel Köllerer | 1           | 2           |  |  |              |                 |                 |              |              |  |

### Sezione 4
|  | Primo turno | Primo turno        | Primo turno        | Primo turno | Primo turno |  |  | Ultimo turno | Ultimo turno       | Ultimo turno       | Ultimo turno | Ultimo turno |  |
|  |             |                    |                    |             |             |  |  |              |                    |                    |              |              |  |
|  | 4           | Herbert Wiltschnig | Herbert Wiltschnig | 6           | 6           |  |  |              |                    |                    |              |              |  |
|  |             | Rudolf Kostler     | Rudolf Kostler     | 1           | 4           |  |  | 4            | Herbert Wiltschnig | Herbert Wiltschnig | 3            | 5            |  |
|  | 9           | Radomír Vašek      | Radomír Vašek      | 6           | 6           |  |  | 9            | Radomír Vašek      | Radomír Vašek      | 6            | 7            |  |
|  |             | Nenad Zimonjić     | Nenad Zimonjić     | 4           | 4           |  |  |              |                    |                    |              |              |  |

### Sezione 5
|  | Primo turno | Primo turno        | Primo turno        | Primo turno | Primo turno |  |  | Ultimo turno | Ultimo turno      | Ultimo turno      | Ultimo turno | Ultimo turno |  |
|  |             |                    |                    |             |             |  |  |              |                   |                   |              |              |  |
|  | 5           | Héctor Moretti     | Héctor Moretti     | 7           | 6           |  |  |              |                   |                   |              |              |  |
|  |             | Aleksandar Kitinov | Aleksandar Kitinov | 62          | 4           |  |  | 5            | Héctor Moretti    | Héctor Moretti    | 6            | 6            |  |
|  | 7           | Francisco Cabello  | 4                  | 6           | 6           |  |  | 7            | Francisco Cabello | Francisco Cabello | 2            | 2            |  |
|  |             | Željko Krajan      | 6                  | 3           | 4           |  |  |              |                   |                   |              |              |  |

### Sezione 6
|  | Primo turno | Primo turno       | Primo turno       | Primo turno | Primo turno |  |  | Ultimo turno | Ultimo turno   | Ultimo turno   | Ultimo turno | Ultimo turno |  |
|  |             |                   |                   |             |             |  |  |              |                |                |              |              |  |
|  | 6           | Federico Luzzi    | Federico Luzzi    | 6           | 6           |  |  |              |                |                |              |              |  |
|  |             | Jim Thomas        | Jim Thomas        | 4           | 3           |  |  | 6            | Federico Luzzi | Federico Luzzi | 6            | 6            |  |
|  | 8           | Adrián García     | Adrián García     | 6           | 7           |  |  | 8            | Adrián García  | Adrián García  | 3            | 1            |  |
|  |             | Konstantin Gruber | Konstantin Gruber | 3           | 63          |  |  |              |                |                |              |              |  |